# Friedrich von Werthern
Friedrich Carl Anton Freiherr von Werthern (* 4. Mai 1804 in Kleinwerther; † 18. Januar 1864 in Stettin) war ein preußischer Verwaltungsbeamter und Sachsen-Meininger Politiker.

## Leben
Seine Eltern waren Ludwig Georg Christoph von Werthern (1744–1814) aus der Werthern-Brückener Linie und Antoinette von Arnstedt (* 1774). Friedrich Carl Anton von Werthern absolvierte seine Schulausbildung an der von Christian Gotthilf Salzmann 1784 gegründeten Erziehungsanstalt in Schnepfenthal. Anschließend studierte er an der Rheinischen Friedrich-Wilhelms-Universität Bonn. 1825 wurde er Mitglied des Corps Rhenania Bonn. Nach dem Studium trat er in den preußischen Staatsdienst ein.
Als Geheimer Regierungsrat bei der Regierung in Frankfurt/Oder wurde von Werthern am 12. August 1845 zum Geheimen Staatsrat und Mitglied des Landesministeriums des Herzogtums Sachsen-Meiningen berufen. Am 17. Dezember 1846 wurde er zum Geheimen Rat ernannt. Am 15. November 1847 erhielt er als Nachfolger von Friedrich Krafft die Leitung des Landesministeriums und am 11. Dezember 1847 das Prädikat Exzellenz. Nach einem Volksauflauf in der Residenz trat von Werthern am 8. September 1848 von seinem Amt zurück und stellte einen Tag später sein Entlassungsgesuch, dem mit Entlassungsdekret vom 10. Januar 1849 stattgegeben wurde.
Von Werthern kehrte in den preußischen Staatsdienst zurück, wo er als Regierungs-Vizepräsident bei der Regierung in Stettin bis zu seinem Tod tätig war.
Werthern heiratete am 5. November 1837 Bertha von Mauderode (* 17. Januar 1814). Das Paar hatte mehrere Kinder:
Der spätere Landrat
- Heinrich (* 30. November 1838), Vizepräsident der Regierung in Münster/W., Gustav von Mauderode war sein Schwager
- Friedrich Karl Anton (* 16. Juli 1842), preußischer Hauptmann
- Elsbeth Charlotte (* 22. August 1844) ⚭ 1868 Freiherr Albert von Ledebur (* 10. Juni 1838)[2]